# Río Zapaleri
Río Zapaleri är ett periodiskt vattendrag i Argentina, på gränsen till Chile. Det ligger i den norra delen av landet, 1 600 km nordväst om huvudstaden Buenos Aires.
Trakten runt Río Zapaleri är ofruktbar med lite eller ingen växtlighet. Trakten runt Río Zapaleri är nära nog obefolkad, med mindre än två invånare per kvadratkilometer.